# Tell (Nablus)
Tell (àrab: تلّ, Tall) és un vila palestina de la governació de Nablus, a Cisjordània, al nord de la vall del Jordà, 5 kilòmetres al sud-oest de Nablus. Segons l'Oficina Central Palestina d'Estadístiques tenia 4.334 habitants en 2006. La majoria del seus habitants treballen en l'agricultura recollint figues i olives.

## Història
Segons el cens de Palestina de 1931, ordenat per les autoritats del Mandat Britànic de Palestina, Tell tenia 209 cases ocupades i una població de 803 musulmans.

## Personatges il·lustres
- Mohammad Shtayyeh